# Mur de Poméranie

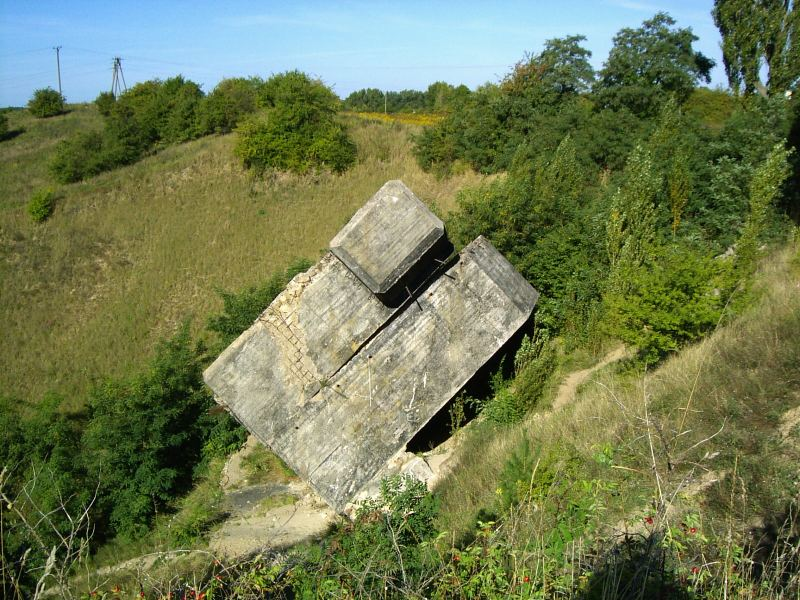
Vestige de bunker près de Deutsch-Krone (aujourd'hui Walcz).

Le mur de Poméranie, la ligne de Poméranie ou la position de Poméranie (allemand : Die Pommernstellung, polonais : Wał Pomorski) est une ligne de fortifications construites par l'Allemagne nazie dans la région des lacs de Poméranie.

## Historique
Ces installations ont été construites en deux phases.
Dans les années 1930-1935, la ligne est construite comme position défensive légère en cas d'attaque de la Deuxième République polonaise contre la République allemande. La ligne de fortifications s'étend alors de Landsberg an der Warthe (Gorzów Wielkopolski) jusqu'à Baldenburg (Biały Bór) et Pollnow (Polanów). Les fortifications possédaient plusieurs points forts impressionnants, notamment près de Deutsch-Krone (Wałcz) et du « mont du Pendu ».
La seconde phase eut lieu pendant la Seconde Guerre mondiale, en 1944, lorsqu'après une série de défaites sur le front de l'Est, le mur de Poméranie est rénové afin d'arrêter l'avancée de l'Armée rouge. Diverses batailles ont eu lieu le long du mur de Poméranie, en particulier de janvier à mars 1945, notamment lors de la bataille de Kolberg, où l'Armée rouge et des unités de l'armée populaire polonaise percent finalement le mur à divers endroits.
La partie sud de l'ouvrage (près de la rivière Noteć) est connue sous le nom de ligne Noteć - Netzestellung, Wał Noteci.